# 伏牛山东麓战役
伏牛山东麓战役是1947年10月29日中國人民解放軍的陈谢兵团在河南省對國民革命軍发起的一場戰役。11月1日到4日期間，中國人民解放軍接连攻佔临汝、宝丰、鲁山、登封、叶县、郏县6座县城。11月4日，中國人民解放軍攻佔南召县。11月5日又首次佔領方城县。截至11月26日凌晨，中國人民解放軍第三次占领方城县。陈谢兵团在戰役期間一共佔領18座县城、消滅国民革命軍和地方团队1.2万余人。